# Shrek 2
Shrek 2 és una pel·lícula del 2004, dirigida per Andrew Adamson, Kelly Asbury i Conrad Vernon. Després de l'èxit de Shrek (guanyadora de l'Oscar a la millor pel·lícula d'animació), els estudis Dreamworks Animation van decidir donar-li una continuació que va ser estrenada als Estats Units, el 19 de maig de 2004. Aquesta pel·lícula ha estat doblada al català.

## Argument
Després de la seva lluna de mel, l'ogre Shrek i la princesa Fiona tornen a l'aiguamoll i juntament amb el Ruc reben una invitació dels pares de la Fiona, els reis del Reialme de Molt, Molt Llunyà, ja que s'assabenten dels seu matrimoni i tenen moltes ganes de conèixer el gendre. Tanmateix, les coses no surten com esperaven. Quan arriben, els Reis i tot el poble són sorpresos en veure que de la carrossa en baixen dos ogres. El rei Harold i Shrek no se suporten (això es palesa durant el primer sopar junts, en el qual es produeix una discussió que de xic en xic va pujant de to i es demostra com s'odien). Després de presenciar el comportament vergonyós de l'Shrek i del seu pare, la Fiona se'n va a la seva cambra a plorar i, de sobte, li apareix la Fada Padrina, qui és sorpresa de saber que la Fiona s'havia casat amb l'Shrek en comptes del seu fill, el príncep Encantador (que l'havia anada a cercar al castell d'on la va salvar l'Shrek).
La Fada Padrina diu al Rei Harold que faci tot el possible per eliminar l'ogre. El Harold va a la Poma Enverinada (un bar només per vilans de contes), on contracta el Gat amb Botes perquè mati l'Shrek. El Rei enganya l'Shrek dient-li que vagi l'endemà al bosc per anar a caçar junts per fer les paus, però allà l'Shrek troba el Gat amb Botes, que el vol matar. No obstant això, el Gat acaba suplicant pietat a l'Shrek i es fan amics, cosa que empipa molt a en Ruc. Quan l'Shrek entén que el Rei havia contractat el Gat per matar-lo, pensa que la Fiona seria més feliç si ell fos un príncep, així que va a veure la Fada a la seva fàbrica i li demana ajuda. En veure que aquesta s'hi nega, l'Shrek i companyia li roben una poció per ser feliços per sempre, tot essent bells. La Fada Padrina descobreix quina fórmula li havien robat i planifica amb el rei Harold de fer creure a la Fiona que l'Encantador és l'ogre ja convertit en home.
L'Shrek i el Ruc prenen la poció i l'endemà es desperten i veuen que Shrek s'ha tornat un jove molt ben plantat i el Ruc un bell cavall blanc. Tanmateix, descobreixen que poden estar permanentment així si l'Shrek rep el petó del seu veritable amor a la mitjanit. Per a fer-ho, van a veure la Fiona (que també ha tornat a ser humana, ja que si un bevia la poció també afectaria el seu veritable amor). Fiona troba l'Encantador, qui li diu que és l'Shrek i que ha pres la poció, i així ella l'abraça. Shrek quan arriba al castell es troba amb la fada padrina i la tanca en una cambra, i en veure'ls, creu que la Fiona estima l'Encantador i la deixa anar. Shrek, deprimit, va amb el Ruc i el Gat a la Poma Enverinada, on Harold torna a anar i es topa amb la Fada Padrina i l'Encantador, ja que a la Fiona no li agrada gens l'Encantador i refusa continuar aquesta falsedat. Tot i això, la fada padrina dona al rei Harold una poció perquè la Fiona s'enamori de l'Encantador en rebre un petó d'ell, però sent incapaç de fer mal a la seva pròpia filla Fiona, el rei Harold no l'hi fa. Shrek els descobreix i els fiquen a la presó. Els seus amics dels contes de fades, més tard, els salven. Mentrestant, al castell se celebra un ball per a celebrar el matrimoni de Shrek i Fiona, però convençuts que no hi podran entrar, Shrek i els seus amics fan una galeta gegant amb l'ajut del pastisser per a entrar al castell i -finalment- ho aconsegueixen.
Quan arriben, Fiona reconeix a l'Shrek i el príncep Encantador la besa creient que ha begut la poció i Fiona el colpeix. La fada padrina furiosa llança un encanteri a Shrek i llavors, el rei Harold s'adona de tot el que ha fet i es llança heroicament, protegint-los. D'aquesta manera, l'encanteri rebota en la seva armadura i pica al bell mig del pit de la Fada Padrina. El rei Harold desapareix, i només resten les seves robes. La Fada Padrina és estranyada que l'encanteri no li hagi fet res a ella, aixeca la vareta novament, crida ferotgement preparada per matar el Shrek, i, de sobte, esclata i es transforma en bombolles que desapareixen a poc a poc quan xoquen contra terra. Les seves ulleres i la seva vareta cauen a terra. Llavors, el rei Harold apareix convertit en granota i els demana perdó per tot el que ha fet. El rellotge marca la mitjanit i Shrek proposa a la Fiona de quedar-se com estan permanentment, però ella decideix que vol ser feliç com eren abans i esdevenen novament ogres, juntament amb el Ruc, que també torna a ser el d'abans. Al final, la festa continua amb el Ruc i el Gat que canten Livin ' la vida loca.
Després, a la meitat dels crèdits inicials, es mostra una escena del Ruc cantant només amb l'Shrek, i la Fiona ballant. Arriba el Gat amb Botes amb dues dones belles, que el conviden a un club, però no hi volia anar perquè no tenia parella. En acabat, arriba la dragona de sobte, i de sorpresa porta al Ruc cinc nadons dragons-rucs mutants fent el Ruc pare.

## Banda sonora
La música de Shrek 2 va ser composta per Harry Gregson-Williams, però a la pel·lícula també es van incloure cançons de diversos artistes. Aquests temes són:
1. Accidentally In Love - Counting Crows
2. Holding Out For A Hero - Frou Frou
3. Changes - Butterfly Boucher & david bowie
4. As Lovers Go (Rom Fair Remix) - Dashboard Confessional
5. Funkytown - Lipps, Inc.
6. I'm On My Way - Rich Price
7. I Need Some Sleep - Eels
8. Ever Fallen In Love - Pete Yorn
9. Little Drop of Poison - Tom Waits
10. You're So True - Joseph Arthur
11. People Ain't No Good - Nick Cave & The Bad Seeds
12. Fairy Godmother Song - Jennifer Saunders
13. Livin' La Vida Loca - Eddie Murphy i Antonio Banderas
14. Bonus Track: Holding Out For A Hero - Jennifer Saunders

## Repartiment
| Actor             | Personatge             | Doblatge al català  |
| ----------------- | ---------------------- | ------------------- |
| Mike Myers        | Shrek                  | Luis Posada         |
| Eddie Murphy      | Ruc                    | Eduard Farelo       |
| Cameron Diaz      | Princesa Fiona         | Núria Mediavilla    |
| Antonio Banderas  | Gat amb Botes          | Albert Mieza        |
| Julie Andrews     | Reina Lilian           | Rosa Guiñón         |
| John Cleese       | Rei Harold             | Jordi Vila          |
| Rupert Everett    | Príncep Galant         | Josep Maria Mas     |
| Jennifer Saunders | Fada Padrina           | Alba Sola           |
| Larry King        | Germanastra més Lletja | Jordi Boixaderas    |
| Conrad Vernon     | Home de Gingebre       | Aleix Estadella     |
| Guillaume Aretos  | Recepcionista          | José Javier Serrano |